# Kitanitowit
Kitanitowit (Kiehtan, Cautantowwit) Kitanitowit je veliki bog kreator Lenapea i susjednih Algonquianskih plemena Wampanoag i Narragansett. Lenape ime Ketanëtuwit (Cautantowwit u Narragansettu) doslovno znači "Veliki duh". Ponekad se Kitanitowit također naziva Kishelëmukonkw (ili bilo koja od njegovih brojnih varijacija pisanja), što znači "onaj koji nas je stvorio" ili "Stvoritelj", ili Kanshë-Pàhtàmàwas, što znači "Veliki Bog". Drugo ime za Stvoritelja koje se ponekad može pronaći u starijim tekstovima, "Kickeron", vjerojatno je iskrivljena riječ Munsee Delaware za "naš gospodar".
Za razliku od većine drugih algonkvijskih folklora, Lenape priče su ponekad personificirale Velikog Duha kao čovjeka koji je u interakciji s Lenapima. Drugi Lenape mitovi tretirali su Kitanitowita kao božanskog duha bez ljudskog oblika ili atributa. "Kitanitowit" i "Kiehtan" korišteni su kao prijevodi za "Bog" u ranim prijevodima Biblije na jezike Lenape i Wampanoag, i doista mnogi Algonquianci danas smatraju Stvoritelja i kršćanskog Boga jednim te istim.
Aternativni nazivi: Ketanëtuwit, Kittanitowet, Ketanitowet, Kitanetuwit, Ketanetuwit, Kihtanutoowet, Ketanutowet, Kautantowit, Kautantowwit, Cautantowwit, Cautantouwit, Kehtannit, Kiehtan, Keihtan, Kiehton, Kehtean, Keihtanit, Kehtanit, Kiehtan.
Ostačli nazivi: Kishelëmukonkw, Kishelamàkänk, Kishelemukonk, Kishelemukong, Kishelamakank, Kishelamàkânk, Kitselemukong, Gicelemu'kaong, Gicelemuhkaong, Kiisheelumukweengw, Kishelumukank, Kishlamekong, Kijilamuh Ka'ong, Kickerom, Kickeron, the Creator, the Great Spirit, Master of Life, Good Spirit, Kanshë-Pàhtàmàwas, Kaanzhu Pahtamawaas, Kaunzhe Pah-tum-owans, Kanshe Pahtumawas, Pa'tumawas, Welsit Manëtu, Manto, Manetu, Manitoo-oo